# Phragmatobia strandi
Phragmatobia strandi är en fjärilsart som beskrevs av Friedrich Wilhelm Niepelt 1911. Phragmatobia strandi ingår i släktet Phragmatobia och familjen björnspinnare. Inga underarter finns listade i Catalogue of Life.